# Plötsligt i somras
Plötsligt i somras (engelska: Suddenly, Last Summer) är en brittisk-amerikansk mysteriefilm från 1959 i regi av Joseph L. Mankiewicz. Filmen är baserad på Tennessee Williams pjäs med samma namn från 1958. I huvudrollerna ses av Elizabeth Taylor, Katharine Hepburn och Montgomery Clift, i övriga roller märks Albert Dekker, Mercedes McCambridge och Gary Raymond.

## Rollista i urval
- Elizabeth Taylor – Catherine Holly
- Katharine Hepburn – Violet Venable
- Montgomery Clift – Dr. John Cukrowicz
- Albert Dekker – Dr. Lawrence J. Hockstader
- Mercedes McCambridge – Mrs. Grace Holly
- Gary Raymond – George Holly
- Mavis Villiers – Miss Foxhill
- Patricia Marmont – sjuksyster Benson
- Joan Young – syster Felicity
- Maria Britneva – Lucy
- Sheila Robbins – Dr. Hockstaders sekreterare